# Józef Węgrzyn (dziennikarz)
Józef Bronisław Węgrzyn (ur. 13 lutego 1943 w Miejscu Piastowym) – polski dziennikarz i producent telewizyjny.

## Życiorys
W latach 1975–1977 był zastępcą redaktora naczelnego „Sztandaru Młodych”, założył też czasopismo „Prometej”, a w latach 1978–1979 redaktorem naczelnym „itd”. W latach 1980–1996 był związany z Telewizją Polską, m.in. jako redaktor naczelny Warszawskiego Ośrodka Telewizyjnego, dyrektor Programu II TVP. Był inicjatorem i realizatorem popularnych serwisów informacyjnych w TVP: „Teleexpress” i „Panorama Dnia”, jak też programów: „Telewizja nocą”, „Z batutą i humorem”, „100 największych Polaków”, „Którędy do przodu”, „100 pytań do...”. Wymyślił magazyn telewizji satelitarnych „Bliżej Świata” z udziałem zagranicznych dziennikarzy. Ma też na koncie takie programy, jak: „Jaka to melodia?”, „Europa da się lubić”, „Wierzę, wątpię, szukam”, „Magazyn Olimpijski – Echa Stadionów” oraz cykle, m.in.: „Piękniejsza Polska”, „Zielona Polska”, „Bliżej Europy”.
Wprowadził na antenę telewizyjną newsroom, telewizję śniadaniową, prezenterów w miejsce spikerów i pierwszy rozpoczął współpracę z producentami niezależnymi. Odpowiadał za realizację pierwszej polskiej telenoweli W labiryncie i organizację konkursu dla osobowości telewizyjnych – Wiktory.
Był współwłaścicielem firmy ROCK Corporation, a w 1992 został właścicielem firmy Media Corporation, która produkuje bądź produkowała wiele programów i seriali telewizyjnych, m.in. Blondynka. Był również członkiem Rady Nadzorczej TVN.
Żonaty z dziennikarką Małgorzatą Deszkiewicz.

## Książki
- Wszystkich nienawidzę bogów (1979)
- Jak przychodzi zbawienie, czyli najnowsza historia polskiej piłki nożnej (1982)
- Z serca do serca: biografia Jana Pawła II (1992, z Jerzym Klechtą)

## Nagrody i wyróżnienia
- Wyróżnienie I stopnia Rady Głównej Federacji Socjalistycznych Związków Młodzieży Polskiej (1976)[8]
- Specjalny Złoty Ekran za programy informacyjne „Teleexpress” i „Telewizyjny Kurier Warszawski” (1986)
- Złoty Krzyż Zasługi[3]
- Superwiktor (2000)
- Nagroda ZAiKS-u za popularyzację polskiej twórczości rozrywkowej (2011)